# Наґай (Ямаґата)

38°6′28″ пн. ш. 140°2′26″ сх. д. / 38.10778° пн. ш. 140.04056° сх. д.
Наґа́й (яп. 長井市, ながいし, МФА: [nagai̯ ɕi̥]) — місто в Японії, в префектурі Ямаґата.

## Короткі відомості
Розташоване у півдній частині префектури, на берегах річки Моґамі. Виникло на базі річкового порту раннього нового часу. Основою економіки є сільське господарство. Традиційні ремесла — виробництво наґайської епонжі. Станом на 1 жовтня 2008 площа міста становила 214,69 км². Станом на 1 січня 2009 населення міста становило 29 899 осіб.